# كارل تولين
كارل تولين (بالسويدية: Carl Thulin)‏ هو لاعب كرة قدم سويدي، ولد في 5 يوليو 1999 في Svalöv ‏ في السويد. لعب مع نادي هلسينغبورغ.

## وصلات خارجية
- كارل تولين على موقع اتحاد السويد (السويدية)
- كارل تولين على موقع قاعدة بيانات كرة القدم.إي يو (الإنجليزية)
- كارل تولين على موقع Soccerway.com (الإنجليزية)